# Marcus Iunianus Iustinus
Marcus Iunianus Iustinus, általánosan elterjedt nevén Iustinus (Justinus) római történetíró, akinek életét és munkásságát a 2. századtól a 4. századig terjedő időre helyezik.

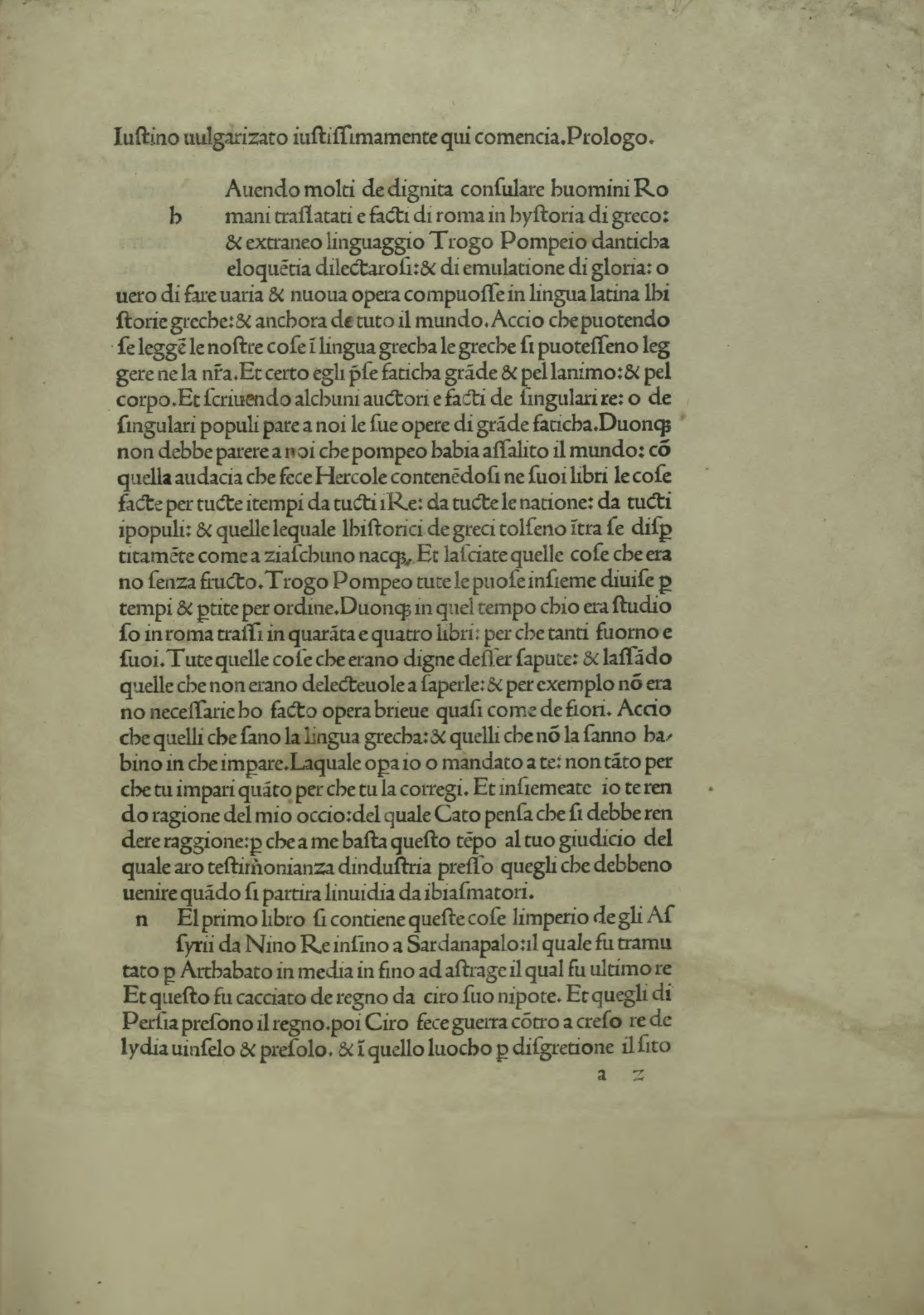
Epitome historiarum Trogi Pompeii

## Műve
Közelebbi adat nincs életéről, személye, élete ismeretlen, egyetlen műve, a 44 könyvre terjedő Historiae Philippicae (vagy Epitoma historiarum Philippicarum) című munka. Ez Pompeius Trogus világtörténetének kivonata. A mű jelentősége abban áll, hogy míg Pompeius munkája elveszett, Iustinus kivonata teljes egészében fennmaradt, sőt gyakorlatilag ez az egyetlen történeti munka, amely teljes terjedelmében ismert. Budai Ézsaiás 1802-ben az ókori irodalomtörténeti munkájában írja: „Sokkal jobb volna, ha maga Trogus Pompeius munkája maradt volna meg… mégis hasznosan lehet vele élni az alsóbb oskolákban”.
Másik nagy értéke a műnek, hogy fogalmazása és nyelvezete a klasszikus latin nyelv egyik jó forrása. Egyszerű és érthető módon beszéli el tárgyát. Iustinus művelt, tanult ember lehetett. Később Orosius is Iustinust használta fel. A Historiae Philippicae a középkori „történettudomány” alapmunkájává lett, elsősorban más források hiánya miatt.
A mű II. Philipposz uralkodásától kezdve tárgyalja a történelmet, a korai szakaszokban Makedóniára helyezve a hangsúlyt. Ennek ellenére minden ismert nép történetét sorba veszi, köztük a szkítákét is, amely Anonymus munkáiban is felfedezhető forrásként.

## Magyarul
- Justinusnak Trogus Pompejus negyven négy könyveibűl ki-válogatott rövid ékes historiája, mellyet a' magyar nemzetnek, és a' kik a' magyar nyelvet tanúlni, vagy gyakorlani kivánnyák kedvekért forditott soborsiny Forrai András; Püspöki Oskola ny., Eger, 1781
- Világkrónika. A kezdetektől Augustusig / Fülöp királynak és utódainak története / Marcus Iunianus kivonata Pompeius Trogus művéből; ford. Horváth János, sajtó alá rend. Bollók János, utószó Borzsák István; Helikon, Bp., 1992 ISBN 9632080564